# گریگور آقکیان
گریگور آقکیان (انگلیسی: Grigor Aghekyan؛ زادهٔ ۶ آوریل ۱۹۹۶) بازیکن فوتبال اهل ارمنستان است.
وی همچنین در تیم ملی فوتبال زیر ۲۱ سال ارمنستان بازی کرده است.